# 테일즈 오브 시리즈
《테일즈 오브 시리즈》(약칭 테일즈)는 반다이 남코 엔터테인먼트(구: 남코)가 발매하고 있는 롤플레잉 게임 시리즈이다. 발매는 주로 남코・테일즈 오브 스튜디오에 의해 이루어지고 있다.

## 개요
이른바 〈검과 마법의 판타지〉세계를 기초로 한 RPG 시리즈. 대전형 격투 게임과 비슷한 조작성을 가진 전투 시스템 〈리니어 모션 배틀 시스템〉을 시작으로, 각종의 특싱적인 시스템을 지닌다.(자세한 것은 시스템 특징을 참고) 또한 애니메이션 풍의 캐릭터 디자인, 성우에 의한 캐릭터 목소리, 애니메이션이 삽입된 주제가등, 애니메이션에 가까운 표현방법으로 연출된 것도 특징.
작품 타이틀은 대부분의 게임에서 보여지듯이 일괄적으로 타이틀에 번호를 붙이는 것이 아니라, 작품에 따라 〈테일즈 오브〉에 이어 이름을 바꾸고 있다. (첫 번째 작품이 〈테일즈 오브 판타지아〉, 두 번째 작품이 〈테일즈 오브 데스티니〉) 작품의 약칭은 〈테일즈 오브 (The)〉를 빼고 부르고, 잡지 등 기사의 경우 이니셜로 표기 (TO-)되는 경우도 있다. 또한 작품별로 고유 장르가 붙는 것도 특징.
시리즈 전체를 가리키는 말로 남코의 매체(공식 홈페이지나 남코에서 발행하는 공식 공략본 등)에서는 《'테일즈 오브' 시리즈》라고 표기, 칭하고 있으나, 이전에는 〈테일즈 시리즈〉라는 호칭이 이용되었다. 일반적으로는 〈테일즈〉라고 생략되는 경우가 많고,〈테일즈 시리즈〉라고 불리기도 한다.
과거에는 주로 2개 팀이 개발에 임했지만, 현재는 여러 팀이 개발하고 있다. 작풍의 차이 등에 관해서는, 남코·테일즈 스튜디오개발 라인을 참조. 일본 이외에도 북미 등에서 발매되고 있고, 2007년 12월에는 세계 누계 판매수가 시리즈 1,000만개를 돌파했다고 발표되었다.
패미통 Xbox360 2009년 3월호의 히구치 요시토(樋口義人)의 말에 의하면 "플랫폼을 결정하고 나서 기획을 하는 것이 아니라, 기획을 세우고 나서 플랫폼을 선택한다."고 한다.

### 특징
이야기 배경
개요에서 설명한 바와 같이 근대 이전을 연상케 하는 양식의 세계, 큰 권력을 가진 종교, 마물, 정령, 악인 등에 의해 구성되는 〈검과 마법의 판타지〉세계가 기본이지만, 마법의 원천이 되는 힘을 기초로 발달된 과학기술이 자주 등장해 일부에서는 근대적, 현대적인 요소가 섞이기도 한다. 또한, 고도의 고대문명 기술 등 SF적 요소도 포함하여 비행기계나 초병기가 등장하기도 한다.
스토리
무대 설정이나 시나리오의 테마는 작품에 따라 다르지만, 주인공이 사건이나 사고, 어떠한 목적 등을 계기로 고향에서 여행을 떠나고 여행 도중에 동료들이나 적을 만나 전 세계를 뒤흔드는, 큰 사건에 휘말려 들어가는 흐름이 기본이다. 모험을 진행하는 과정에서 서서히 밝혀지는 수수께끼를 근간으로 하면서, 주인공이나 동료, 주인공 등과 적대하는 인물과의 휴먼 드라마나, 주인공과 히로인과의 연애 요소 등이 섞여 시나리오가 전개된다.
표현
캐릭터의 모델링에 관해서는, 파이널 판타지 등의 리얼리티 지향(실사에 가까운 것) 과는 달리, 애니메이션에 가까운 평면적인 형태로 표현되고 있다. 캐릭터 목소리는 인기가 많은 성우진을 기용하며, 경험이 적어 지명도가 낮은 신인은 완전히라고 해도 좋을 정도로 기용하지 않는다.(다만, 80년대부터 활약하고 있는 베테랑이나 현재 지명도가 오르고 있는 성우만 기용한다고 할 수는 없고, 최근에는 그다지 지명도가 없는 성우가 기용되기도 한다.) 또한, 게임으로서는 드물게 목소리 녹음을, 출연자가 다 결정된 뒤 애프터 레코딩을 실시하는 형식을 채택하고 있다.(모리나가 리카(森永理科)에 의하면 《테일즈 오브 베스페리아》는 1년 정도 걸렸다고 한다. 메인 시나리오는 진지하지만, 이벤트나 토막극 등에서 일상대화를 코믹하게 그리거나 서브 이벤트 등이 풍부하여, 다른 RPG에 비해 캐릭터를 내세워 여성에게도 인기를 얻고 있다. 또한, '!' 마크나 '?' 등의 이모션 아이콘을 많이 사용한 만화적 수법으로 감정 표현이 풍부한 것도 큰 특징이라고 할 수 있다.
캐릭터
주요 마케팅 대상이 중·고생인 것을 고려하여, 주인공·히로인의 연령은 대부분 15세~20세 전후에 걸쳐 있다. 그 외의 플레이 캐릭터도 대부분이 10대 후반부터 20대 전반이며, 30대 이상의 플레이 캐릭터는 각 작품마다 1명 있을까 말까 할 정도. 또한, 기본적으로는 환타지 작품이기 때문에, 외모로 추측되는 연령(정보로서 공개되는 연령)과 실제 연령(이야기로 밝혀지는 연령)이 현저하게 동떨어진 캐릭터가 등장하는 일도 적지 않다. 파티 캐릭터나 주요 적대 캐릭터의 각각의 심리 내면을 깊이 묘사하고 있는 점도 큰 특징이다.
캐릭터 디자인은 주로 후지시마 코스케(藤島康介), 이노마타 무츠미(いのまたむつみ) 2명. 그 밖에도 나카자와 카즈토(中澤一登), 마츠타케 토쿠유키(松竹徳幸)나 오쿠무라 다이고(奥村大悟), 시이나 유우(椎名優) 등이 담당하고 있다.
주제가, 오프닝 무비
테일즈 오브 시리즈에서는 대부분의 작품에 주제가와 주제가에 맞춘 애니메이션 무비가 있다. 게임을 스타트하면 우선 주제가와 함께 애니메이션 무비가 흐르고 오프닝 무비가 끝나면 〈뉴 게임〉이나 〈컨티뉴〉를 선택하는 타이틀 메뉴가 표시된다. 처음으로 주제가가 채용된 것은 제1탄인 《테일즈 오브 판타지아》로, 제2탄의 《테일즈 오브 데스티니》이후부터 주제가와 함께 애니메이션 무비가 흐르게 되었다.
애니메이션
상기의 OP 애니메이션에 가세하여 게임 이벤트에 많은 애니메이션 파트가 들어가 있지만, 대체로 3D무비는 적은 편이다.( 《테일즈 오브 하츠》의 CG판은 제외). 또한, 작품에 따라 기체의 제약상 OP 이외에 무비 파트가 수록되지 않은 것도 있다. 기본적으로 전체 작품을 통틀어 모든 애니메이션은 프로덕션 I.G가 하청받고 있다.
그 외
게임 내 통화는 시리즈를 통틀어 〈갈드〉로 통일되고 있다. 회복 아이템이 〈구미〉인 것도 전시리즈 공통.
놀이 요소로 드루아가 시리즈나 〈왈큐레의 모험〉, 〈드래곤 버스터〉 등, 과거의 남코 작품에 관련된 아이템이나 캐릭터 등이 등장하거나, 보상의 내용이나 무기등의 매각치가 〈765(남코) 갈드〉등, 약간의 설정이 조작되어 있다. 또한, 일종의 팬 서비스 요소로 과거의 테일즈 오브 시리즈의 캐릭터나 아이템이 등장하기도 한다.

## 시리즈 작품
프로듀서 요시즈미 마코토 (吉積信)에 의하면, 시리즈 작품은 마더쉽 타이틀과 에스코트 타이틀의 2 종류로 크게 나뉜다고 한다. 덧붙여 이 분류는 2007년 7월 20일에 행해진 신작 발표회에서 발표된 것으로, 그 이전에는 주로 〈본편〉,〈외전〉등과 같이 분류되고 있었다.
※SFC=슈퍼 패미콤, GC=닌텐도 게임 큐브, Wii=Wii, PS=플레이 스테이션, PS2=플레이 스테이션 2, PS3=플레이스테이션 3, GBC=게임보이 칼라, GBA=게임보이 어드밴스, DS=닌텐도 DS, PSP=플레이 스테이션 포터블, Xbox360=엑스박스 360, PC=컴퓨터
모바일 앱은 대응하는 대표적인 규격을 기재했다.

#### 첫 출시
| 발매일         | 작품명 한글            | 작품명 일어                  | 작품명 영어        | 약칭 | 고유 장르명                                           | 발매                                     | 국내 발매일     | 대응기체 |
| -------------- | ---------------------- | ---------------------------- | ------------------ | ---- | ----------------------------------------------------- | ---------------------------------------- | --------------- | -------- |
| 1995년12월15일 | 테일즈 오브 판타지아   | テイルズ オブ ファンタジア   | Tales of Phantasia | TOP  | [ * 1 ]                                               | 팀 울프・남코                            |                 | SFC      |
| 1997년12월23일 | 테일즈 오브 데스티니   | テイルズ オブ デスティニー   | Tales of Destiny   | TOD  | align=center                                          | rowspan="3"\|일본 텔레넷(게임회사)・남코 |                 | PS       |
| 2000년11월30일 | 테일즈 오브 이터니아   | テイルズ オブ エターニア     | Tales of Eternia   | TOE  | 영원과 유대의 RPG 永遠と絆のRPG                       |                                          | PS              |          |
| 2002년11월28일 | 테일즈 오브 데스티니 2 | テイルズ オブ デスティニー2  | Tales of Destiny 2 | TOD2 | 운명을 해방시키는 RPG 運命を解き放つRPG               | 2005년9월8일 (빅히트판)                  | PS2             |          |
| 2003년 8월29일 | 테일즈 오브 심포니아   | テイルズ オブ シンフォニア   | Tales of Symphonia | TOS  | 그대와 함께 울려퍼지는 RPG 君と響きあうRPG            | 남코・테일즈 스튜디오 （S팀）            |                 | GC       |
| 2004년12월16일 | 테일즈 오브 리버스     | テイルズ オブ リバース       | Tales of Rebirth   | TOR  | 그대가 다시 태어나는 RPG 君が生まれ変わるRPG          | 남코・테일즈 스튜디오 （D2팀）           |                 | PS2      |
| 2005년 8월25일 | 테일즈 오브 레젠디아   | テイルズ オブ レジェンディア | Tales of Legendia  | TOL  | 유대감이 전설을 자아내는 RPG 絆が伝説を紡ぎだすRPG    | 남코（테일즈오브 레젠디아 팀・멜페스）   |                 | PS2      |
| 2005년12월15일 | 테일즈 오브 디 어비스  | テイルズ オブ ジ アビス      | Tales of the Abyss | TOA  | 태어난 의미를 아는 RPG 生まれた意味を知るRPG          | 남코・테일즈 스튜디오 （S팀）            |                 | PS2      |
| 2007년12월6일  | 테일즈 오브 이노센스   | テイルズ オブ イノセンス     | Tales of Innocence | TOI  | 마음을 잇는 RPG 想いを繋ぐRPG                         | 알파・시스팀                             |                 | DS       |
| 2008년 8월 7일 | 테일즈 오브 베스페리아 | テイルズ オブ ヴェスペリア   | Tales of Vesperia  | TOV  | '정의'를 관철하는 RPG 「正義」を貫き通すRPG           | 남코・테일즈 스튜디오                    |                 | Xbox360  |
| 2008년12월18일 | 테일즈 오브 하츠       | テイルズ オブ ハーツ         | Tales of Hearts    | TOH  | 마음과 만나는 RPG 心と出会うRPG                       | 남코・테일즈 스튜디오                    |                 | DS       |
| 2009년12월10일 | 테일즈 오브 그레이세스 | テイルズ オブ グレイセス     | Tales of Graces    | TOG  | 지키는 힘을 아는 RPG 守る強さを知るRPG                | 남코・테일즈 스튜디오                    |                 | Wii      |
| 2011년9월8일   | 테일즈 오브 엑실리아   | テイルズ オブ エクシリア     | Tales of Xillia    | TOX  | 흔들리지 않는 신념의 RPG 揺るぎなき信念のRPG          | 남코・테일즈 스튜디오                    | 2011년 9월 8일  | PS3      |
| 2012년11월1일  | 테일즈 오브 엑실리아 2 | テイルズ オブ エクシリア 2   | Tales of Xillia 2  | TOX  | 선택이 미래를 정하는 RPG 選択が未来を紡ぐRPG          | 남코・테일즈 스튜디오                    | 2012년 11월 1일 | PS3      |
| 2015년1월22일  | 테일즈 오브 제스티리아 | テイルズ オブ ゼスティリア   | Tales of Zestiria  | TOZ  | 정열이 세계를 비추는 RPG 情熱が世界を照らすRPG        | 남코・테일즈 스튜디오                    | 2015년 1월 22일 | PS3      |
| 2016년8월18일  | 테일즈 오브 베르세리아 | テイルズ オブ ベルセリア     | Tales of Berseria  | TOB  | 니가 너답게 살기 위한 RPG 君が君らしく生きるためのRPG | 남코・테일즈 스튜디오                    | 2016년 8월 18일 | PS4 PS3  |
| 비고: 1.       |                        |                              |                    |      |                                                       |                                          |                 |          |

#### 이식, 리메이크
| 발매일         | 작품명                                 | 대응기체 | 발매                           | 비고                                                                                                 |
| -------------- | -------------------------------------- | -------- | ------------------------------ | --- |
| 1998년12월23일 | 테일즈 오브 판타지아                   | PS       | 일본 텔레넷・남코              | 리메이크,「전설의 RPG」로 표기되어 있다.                                                             |
| 2003년 8월 1일 | 테일즈 오브 판타지아                   | GBA      | 남코・테일즈 스튜디오          | SFC판을 이식 PS판의 일부요소를 추가 신규 요소 추가                                                   |
| 2004년 9월22일 | 테일즈 오브 심포니아                   | PS2      | 남코・테일즈 스튜디오          | 신규요소 추가, 버그 수정                                                                             |
| 2005년 3월 3일 | 테일즈 오브 이터니아                   | PSP      | 남코・테일즈 스튜디오          | 전투 이펙트 수정, 버그 수정 영상 추가                                                                |
| 2006년 9월 7일 | 테일즈 오브 판타지아-풀 보이스 에디션- | PSP      | 남코・테일즈 스튜디오          | PS판을 이식 신규요소 추가, 버그 수정 전투시에는 2등신에서 3등신으로 변화 메인 시나리오를 풀보이스 화 |
| 2006년11월30일 | 테일즈 오브 데스티니                   | PS2      | 남코・테일즈 스튜디오 （D2팀） | 리메이크, 일부 스토리 수정                                                                           |
| 2007년 2월15일 | 테일즈 오브 데스티니 2                 | PSP      | 알파・시스템                   | 신규요소 추가, 버그 수정 (국내에는 메뉴얼만 한국어)                                                  |
| 2008년 1월31일 | 테일즈 오브 데스티니 디렉터즈 컷       | PS2      | 남코・테일즈 스튜디오          | PS2판에 신규요소 추가, 버그수정                                                                      |
| 2008년 3월19일 | 테일즈 오브 리버스                     | PSP      | 남코・테일즈 스튜디오          | 신규요소 추가, 버그 수정                                                                             |
| 2009년 9월17일 | 테일즈 오브 베스페리아                 | PS3      | 남코・테일즈 스튜디오          | 신규요소 추가, 버그수정                                                                              |
| 2010년 12월2일 | 테일즈 오브 그레이세스 F               | PS3      | 남코・테일즈 스튜디오          | |
| 2012년 1월26일 | 테일즈 오브 이노센스 R                 | PSV      |                                | |

### 에스코트 타이틀
마더쉽 타이틀에서 파생한 이른바 〈외전〉격 작품. 혹은 향후 마더쉽 타이틀의 실험적 작품. "에스코트"라는 것은 (《모함》= 마더쉽)의 《호위함》이라는 의미.

#### 오리지널
에스코트 타이틀이지만 캐릭터, 세계관 등이 전부 새로운 작품으로 만들어진 것.
| 발매일         | 작품명                  | 약칭 | 고유 장르명         | 개발   | 대응기종 |
| -------------- | ----------------------- | ---- | ------------------- | ------ | -------- |
| 2006년10월26일 | 테일즈 오브 더 템페스트 | TOT  | 영혼을 되살리는 RPG | 딘프스 | DS       |
| 비고: 1.       |                         |      |                     |        |          |

#### 속편
마더쉽 타이틀의 세계관을 답습한 에스코트 타이틀 작품. 속편이면서 마더쉽 타이틀에서 볼 수 없었던 특수한 시스템을 도입한 것이 특징.
| 발매일         | 작품명                                   | 고유 장르명              | 개발                  | 대응기종 |
| -------------- | ---------------------------------------- | ------------------------ | --------------------- | -------- |
| 2000년11월10일 | 테일즈 오브 판타지아 나리키리 던전       | 던전 RPG                 | 일본 텔레넷           | GBC      |
| 2003년 3월 7일 | 테일즈 오브 더 월드 ~서머너즈 리니지~    | 판타지 시뮬레이션 RPG    | 남코                  | GBA      |
| 2008년 6월26일 | 테일즈 오브 심포니아 -라타토스크의 기사- | 공명하는 마음을 믿는 RPG | 남코・테일즈 스튜디오 | Wii      |

#### 테일즈 오브 더 월드
외전 작품의 중심이 되는 시리즈. 독자적인 세계 설정으로 시리즈 작품의 캐릭터가 다수 출연하는 것이 특징. 단, 《테일즈 오브 더 월드 ~서머너즈 리니지~》는 《테일즈 오브 판타지아》의 속편에 해당한다. 테일즈 오브 더 월드의 약칭으로서 TOW가 이용되는 것이 많다.
| 발매일         | 작품명                                  | 고유 장르명      | 개발         | 대응기종 |
| -------------- | --------------------------------------- | ---------------- | ------------ | -------- |
| 2002년10월25일 | 테일즈 오브 더 월드 나리키리 던전 2     | 코스플레이 RPG   | 알파・시스템 | GBA      |
| 2005년 1월 6일 | 테일즈 오브 더 월드 나리키리 던전 3     | 코스플레이 S-RPG | 알파・시스템 | GBA      |
| 2006년12월21일 | 테일즈 오브 더 월드 래디언트 미솔로지   | 당신을 위한 RPG  | 알파・시스템 | PSP      |
| 2009년 1월29일 | 테일즈 오브 더 월드 래디언트 미솔로지 2 | 당신을 위한 RPG  | 알파・시스템 | PSP      |
| 2011년 2월10일 | 테일즈 오브 더 월드 래디언트 미솔로지 3 | 당신을 위한 RPG  | 알파・시스템 | PSP      |

#### 그 외
| 발매일         | 작품명             | 장르           | 개발              | 대응기종 |
| -------------- | ------------------ | -------------- | ----------------- | -------- |
| 2009년 8월 6일 | 테일즈 오브 버서스 | 대전 액션 게임 | 주식회사 매트릭스 | PSP      |

#### 팬디스크
| 발매일         | 작품명                 | 개발               | 대응기종 |
| -------------- | ---------------------- | ------------------ | -------- |
| 2002년 1월31일 | 테일즈 오브 팬덤 Vol.1 | 남코               | PS       |
| 2007년 6월28일 | 테일즈 오브 팬덤 Vol.2 | 반다이 남코 게임즈 | PS2      |

### 온라인
| 2006년 3월 3일 | 테일즈 오브 이터니아 온라인 | PC |
| 비고: 1.       |                             |    |

## 시스템 특징

### 전투 시스템
전투 방식은 전 시리즈 공통으로 〈리니어 모션 배틀 시스템〉(Linearmotion Battle System；LMBS)이라 불리는 방식을 채용하고 있다. 작품에 따라서는 〈림스〉 라는 애칭을 사용하기도 한다.
RPG에서 자주 볼 수 있는 턴제나, 재빠른 순서대로 캐릭터가 행동하는 시스템이 아닌, 같은 직선 상에 배치된 적·아군이 전부 리얼 타임으로 움직여 전투를 전개하는 시스템. 캐릭터의 스테이터스나 특수 기능과 같은 기본적인 RPG 개념뿐만 아니라, 캐릭터마다 개성있는 동작, 적과 아군과의 위치 관계, 공격을 받으면 뒤로 젖혀져 행동에 방해를 받는 등, 액션 게임과 같은 개념을 도입해 높은 전략성을 실현하였다. 적을 전멸시키면 승리하고, 반대로 아군이 전멸하면 패배로 간주, 게임 오버가 된다. 덧붙여, SFC판 〈테일즈 오브 판타지아〉에 한해 〈레이즈 데드〉를 사용하면 전투 불능이 된 캐릭터의 의식체(마음), 영혼(유령)이 원래의 육체(본체)로 돌아와, 융합하는 연출이 삽입되었지만, 〈테일즈 오브 데스티니〉이후, 렘의 모습을 한 천사가 강림하는 연출로 변경되었다.
조작 방법은 대전형 격투 게임과 비슷하지만, 흔히 격투 게임에서 커맨드 버튼을 복잡하게 조작하여 필살기를 사용하는 것과 달리 일반적인 공격(방향 버튼과 설정에 따라 공격 종류가 변화), 마법·기술(방향 버튼에 맞춰 스스로 설정, 동시에 누르면 발동), 방어 이 세가지 기본 조작뿐이다. 기본적으로 주인공이 플레이 캐릭터가 되어 있지만, 설정을 변경하면 다른 캐릭터도 조작할 수 있다. 플레이어가 조작하는 캐릭터 이외는, 플레이어가 지정한 〈작전〉(타겟, TP소비, 대기, 공격 중심, 마법 중심, 회복 중심 등)에 따라 오토로 행동한다. 플레이어가 조작하지 않고 모든 것을 AI에 맡길 수도 있고 그 경우, 메뉴 화면에서 마법과 기술 발동을 설정할 수 있다. 〈테일즈 오브 이터니아〉이후, 비오의를 사용하면 컷 인이 삽입된다.

#### 각종 시스템
LMBS는 위에 서술한 시스템을 기본으로, 작품마다 개량되거나 독자적으로 개발되었다. 각 시스템의 자세한 사항은 그 작품 항목을 참고.
리니어 모션 배틀 시스템 (LMBS)
적용 작품: 판타지아 (SFC) , 나리키리 던전 2, 나리키리 던전 3
시리즈의 기본적인 기반은 이미 이 시점에서 완성되었다. 《나리키리 던전2·3》은 시스템 이름이야 말로 〈LMBS〉이지만, 내용상으로는 '중급 이상의 수술 중에 움직일 수 없는' 〈이터니아〉라고 할 수 있다.
인핸스트 리니어 모션 배틀 시스템 (E-LMBS)
적용 작품:데스티니(PS판)
이 시스템은 전작 《판타지아》에서 처음으로 채용된 전투 시스템을 개량한 것. 또한 플레이 스테이션의 풍부한 표현력에 의해 화려한 촬영 기술이 도입되어, 이로 인해 신장 5미터의 거인이나 8마리의 적과 싸울 수 있게 되었다. 다만, 1P 플레이어에서는 주인공만 조작이 가능하고, 접근전을 주로 하는 NPC와 적과의 사이에 다른 아군 캐릭터가 들어가 있는 경우, 그 NPC가 아무것도 행동하지 않는 등 불편한 점도 있었다.
프로그래시브 리니어 모션 배틀 시스템 (P-LMBS)
적용 작품:판타지아(PS판, PSP판, GBA판)
기본적으로 상기의 2개 시스템과 같지만, 중급 이상의 마법으로 연속 히트를 내면, 일반 공격을 2회까지 연속하여 공격하는 것이 가능하게 되었다. 또한, 메뉴 화면을 통하지 않고 동료의 마법과 기술의 발동을 지정할 수 있는 〈특수기술 숏컷〉이 첫등장.
어그레시브 리니어 모션 배틀 시스템 (A-LMBS)
기용 작품:이터니아
트러스트& 택티컬 리니어 모션 배틀 시스템 (TT-LMBS)
적용 작품:데스티니 2
멀티라인 리니어 모션 배틀 시스템 (ML-LMBS)
적용 작품:심포니아
3라인 리니어 모션 배틀 시스템 (3L-LMBS)
적용 작품:리버스
크로스오버 리니어 모션 배틀 시스템 (X-LMBS)
적용 작품:레젠디아
플렉스 레인지 리니어 모션 배틀 시스템 (FR-LMBS)
적용 작품:어비스, 래디언트 미솔로지, 래디언트 미솔로지 2
3 온 3 리니어 모션 배틀 시스템 (3on3-LMBS)
적용 작품:템페스트
에어리얼 리니어 모션 배틀 시스템 (AR-LMBS)
적용 작품:데스티니(PS2판)
디멘션 스트라이드 리니어 모션 배틀 시스템 (DS-LMBS)
적용 작품:이노센스
플렉스 레인지：엘레먼트 인핸스트 리니어 모션 배틀 시스템 (FR：EE-LMBS)(통칭：프림스)
적용 작품:심포니아 -라타토스크의 기사-
이볼브드 플렉스 레인지 리니어 모션 배틀 시스템 (EFR-LMBS)
적용 작품:베스페리아
콤비네이션 에어리얼 리니어 모션 배틀 시스템 (CNAR-LMBS)
적용 작품:하츠
스타일 시프트 리니어 모션 배틀 시스템 (SS-LMBS)
적용 작품:그레이세스

#### 전투 랭크
테일즈 시리즈에서는 거의 모든 작품이 전투의 난이도를 조절할 수 있다. 맨 처음 전투 난이도는 〈노멀〉로 설정되어 있고 일반적으로 디폴트 상태보다 1단계 더 높은 〈하드〉모드가 존재해 둘 중에 하나를 선택할 수 있으나, 작품에 따라 노멀보다 한 단계 아래인 〈이지〉〈심플〉등을 선택할 수 있는 경우도 있다. 클리어 데이터를 계승해 시작할 경우 하드보다 한 단계 위인 〈매니아〉, 작품에 따라서는 한층 더 높은 〈언노운〉등도 선택할 수 있다. 난이도가 높을수록 적의 파라미터도 높아져, 낮은 난이도에서는 사용하지 않았던 마법과 기술을 사용하기도 한다. 또한, 전투 난이도가 높으면 콤보 보너스에 의한 경험치나 GRADE(나중에 서술)가 증가하는 작품도 있다.

#### 콤보 커맨드
전반의 작품에는 〈콤보 커맨드〉라는 아이템이 존재하여, 이것을 장비하면 격투 게임처럼 커맨드 입력으로 마법과 기술을 사용할 수 있었다. 기본적인 방식으로 플레이 할 경우 설정한 마법과 기술만을 사용할 수 있다는 것에 비해(전투 중에 재설정 가능), 아이템을 장착하면 커맨드를 입력해 모든 마법과 기술을 사용할 수 있다는 메리트가 있다. 당연히, 커맨드 입력에 실패하면 마법과 기술이 발동하지 않는 디메리트도 있다.

### 칭호
서브 이벤트를 클리어하면, 각 캐릭터(SFC판 판타지아에서는 클레스만 해당)에 그 캐릭터를 상징하는 여러 가지 칭호가 주어진다. 칭호는 사용할 수 있고 메뉴 화면에서 변경이 가능하다. 《이터니아》(일부 제외)까지는 일종의 '장식'에 지나지 않았지만, 《데스티니 2》이후부터는 능력을 상승시키거나 부가적인 힘을 발휘하는 등 캐릭터의 커스터마이즈에 폭을 넓히기 위한 것이 되었다.
그러나 최근 작품에서는, 능력치 상승보다는 그 작품의 세계관을 보다 인식시키기 위한 요소로 작용하게 되어, 칭호는 전투면 이외의 특수 능력의 부가나, 서브 이벤트의 발생 조건, 복장변경 등의 역할을 갖게 되었다.

### 스크린 챗, 토막극
캐릭터들끼리 나누는 소소한 대화나 앞으로의 진행 힌트등 다양한 대화를 나누는 시스템이다. PS판 《데스티니》의 액티브 파티 윈도 (APW)가 원형으로, PS판 《판타지아》이후부터는 캐릭터의 일러스트가 화면상에 표시되고 회화를 주고 받게 되었다. 작품에 따라 〈스크린 챗〉혹은 〈토막극〉으로 명칭이 다르다. 또한, 세세한 표현 방법도 작품에 따라 다르고, 그에 따라 정식명칭도 달라진다.
기본적으로, 화면 왼쪽 아래에 타이틀이 표시되었을 때 시작 버튼을 누르면 캐릭터가 대화를 시작한다. 다만, 타이틀이 표시되기 시작한 것은 《심포니아》부터이다. 스토리에 크게 연관되는 진지한 내용부터 단순한 잡담에 이르기까지 내용이 폭넓고 캐릭터의 성격을 엿볼 수도 있다. 기본적으로는 파티 멤버끼리의 대화이지만, 일시적으로 파티 멤버와 동행하고 있는 서브 캐릭터가 등장하기도 한다.
한 번 본 채팅은 기본적으로 반복해서 볼 수 없지만, 《데스티니 2》이후부터는, 특정 장소나 타이틀 메뉴의 사운드 테스트 등에서 열람하는 것이 가능하게 되었다.

### 요리
요리는 《판타지아》(PS판)에서 채용된 시스템 중 하나이다. 작품에 따라 세세한 차이가 있지만, '입수한 레시피에 따라 음식 재료를 사용하여 요리를 만들고, 그것을 먹음으로써 요리 특유의 효과를 얻는다'라는 것이 기본이다. 요리의 효과는 HP나 TP의 회복이 기본이며, 일시적으로 파라미터 상승이나 이상상태를 회복시키는 것도 있다. 레시피의 입수방법은 작품에 따라 다르며, 주로 '원더 세프'로부터 입수하는 것이 많다. 이전까지는 여러 음식 재료를 <푸드 백>에 넣음으로써, 이동 중에 자동으로 음식을 소비하여 아군 전원의 체력을 회복시키는 시스템이 존재하였다.
각 요리에는 숙련도가 설정되어 있다. 숙련도가 낮으면 요리에 실패하기도 하고, 실패하면 효과를 100프로 얻을 수 없다. 숙련도는 요리를 만듦으로서 상승하고, 숙련도가 올라감에 따라 실패 확률이 낮아진다. 기본적으로 한 번 요리하면 파티원의 배가 차기 때문에, 다시 전투하기 전에는 요리할 수 없다. 요리는 기본적으로 메뉴 화면에서 실행하지만, 작품에 따라서는 특정 요리를 오토로 설정하여 전투 종료시 자동으로 요리가 만들어지거나 숏 컷에 의해 전투 종료 화면에서 요리를 하는 등 수고를 덜어주는 것도 있다.
작품에 따라 요리를 만드는 캐릭터를 선택할 수도 있고 캐릭터마다 요리 숙련도가 설정되어 있는 것도 있다. 요리가 서투른 캐릭터는 초기 숙련도가 낮고, 요리에 실패할 확률도 높다. 또한, 숙련도가 오르면 캐릭터에 따라 추가 재료를 사용할 수 있게 된다. 추가 재료가 없어도 요리는 할 수 있지만, 추가 재료를 사용하면 재료에 의한 추가 효과를 얻을 수 있다. 여기에는 캐릭터의 좋고 싫음이 크게 반영되어 그 캐릭터가 싫어하는 재료나 요리이면 쉽게 성공하기 힘들고, 숙련도도 잘 오르지 않는다. 그 중에는 터무니 없는 재료를 추가하는 캐릭터도 있다.
재료는 기본적으로 다른 아이템에 비해 싸고, 회복 수단 및 파라미터를 상승시키기 때문에 중요하다. 하지만 요리 초반에는 회복량이 나쁘고, 요리 하나를 만들기 위해 재료를 구하러 마을을 돌아다녀야 하는 필요성이 요구되며, 한 번 밖에 사용할 수 없기 때문에 효율성이 나쁘다는 결점이 있다.

### 주회요소
테일즈 오브 시리즈의 많은 작품이 맨 처음 모험을 시작할 때, 뉴 게임과는 별도로 클리어 데이터를 이어받아 모험을 시작할 수 있다. 클리어 데이터를 이어받아 모험을 시작하는 경우, 클리어 데이터의 내용 중 일부를 이어받거나 추가요소가 부가되기도 한다. 또한, 클리어 데이터를 이어받아 시작했을 때만 이벤트가 발생하는 작품도 있다. 추가 요소는 '경험치 2배' '마법·기술 전승' 등 유리하게 플레이를 시작할 수 있는 것부터 '경험치 절반' '초기 HP감소'와 같이 난이도 지향적인 것, 최대 히트수에 따라 경험치 증가 , 플레이어에 의해 사용방법이 좌우되는 것 등 작품에 따라 여러 가지이다.

### 그레이드(GRADE)
그레이드(GRADE)는 전투 내용을 점수로 표현하는 시스템. 전투 평가점. 전투 평가는 《테일즈 오브 이터니아》를 시작으로 《테일즈 오브 데스티니 2》이후부터 평가점에 그레이드라는 명칭이 부여되었다. 채용되지 않은 작품이 존재하기도 한다.
전투에서 승리하면 보상인 갈드나 적이 떨어뜨린 아이템 외에, 그 전투 내용에 따른 그레이드를 얻을 수 있다. 전투 중의 행동이 평가대상으로, 짧은 시간 내에 전투를 끝내거나 적의 공격을 가드, 연대 공격등 효율적인 행동을 취하면 가산점을 받고, 대미지를 받거나, 공격 실패, 전투 불능 상태에 이르는 피해를 받는 등 비효율적인 행동을 취하면 감점을 당한다. 또한 아이템을 사용하면 쓸데없는 소비로 간주, 감점되는 경우도 많다. 최종적으로 가산 포인트와 감점 포인트를 합쳐 마이너스일 경우 지금까지 취득한 그레이드에서 감점되기도 한다. 따라서 전투를 반복한다고 해서 그레이드가 올라가지 않는 점이 큰 특징이라고도 할 수 있다. 또한 평가기준은 작품에 따라 다르고 평가기준에 따라 그레이드가 0이하로 내려가지 않는 작품도 있다.
기본적으로 축적한 그레이드는 본편 중에 사용할 기회가 없고, 클리어 데이터를 이어받아 모험을 시작하는 경우 적용되는 일이 많다. 클리어 데이터를 이어받아 새롭게 모험을 시작하는 경우, 추가 요소를 얻기 위해 자신이 모아온 그레이드와 얻고 싶은 추가요소를 교환할 때가 있다. 말하자면 그레이드는 '추가요소를 얻기 위한 통화'인 것이다. 이러한 시스템을 '그레이드 샵'(GRADE SHOP)이라고 하며, 그레이드를 많이 모으면 선택할 수 있는 추가 요소가 증가한다. 남은 그레이드는 다음 모험으로 이월되기 때문에, 다음 모험을 위해서 아껴 둘 수도 있다.(일부 작품에서는, 새롭게 시작할 때 그레이드를 사용해도 줄어들지 않고, 증가하기만 하는 것도 있다).
덧붙여 이것은 어디까지나 일례이며, 그레이드와 상관없이 다음 모험에 일부 요소가 계승되거나, 그레이드가 주회 요소에 전혀 상관없는 경우도 있다. 전투 평가 시스템이 처음으로 등장한 《테일즈 오브 이터니아》에서는, 전투 평가점은 평가점일 뿐, 고득점을 내도 특별한 메리트는 없었다.

### 사운드 테스트
게임 속의 모든 음악을 들을 수 있다. 작품에 따라서는 무비 플레이어도 있다.

## 자주 등장하는 요소
시스템 요소 이외에 시리즈 내에 자주 등장하는 요소.

### 아이템

#### 구미와 보틀
테일즈 오브 시리즈에는 거의 모든 작품에 '구미'와 '보틀'이 등장한다. 특히 구미는 시리즈의 상징적인 존재라고 할 수 있다. 구미는 주로 HP나 TP의 회복 아이템이며, 보틀은 주로 이상상태를 회복시키거나 특수 효과를 부가하는 아이템이다. 구미로는 HP를 회복하는 〈애플 구미〉〈피치 구미〉〈레몬 구미〉〈그레이프 구미〉, TP를 회복하는 〈오렌지 구미〉〈파인 구미〉, HP와 TP를 회복하는 〈믹스 구미〉 〈미라클 구미〉(구미 중에서는 유일하게 애니메이션에 출연하였다.)등이 있고, 보틀로는 전반적인 이상상태를 회복하는 〈파나시아 보틀〉, 전투불능 상태를 회복하는 〈라이프 보틀〉, HP·TP·이상상태를 전부 회복하는 〈에릭 씰〉, 엔카운트율을 올리거나 내리는 〈다크 보틀〉〈홀리 보틀〉등이 있다.

#### 소서러 링
〈소서러 링〉은 그 아이템이 없으면 모험을 진행할 수 없는 특수 아이템 중 하나. 작품에 따라 다르지만, 주로 작은 화염구슬을 발사하는 힘을 가진 반지로, 발사된 화염구슬로 조명기구를 켜거나, 눈이나 얼음을 녹이거나, 멀리 있는 기계의 스위치를 누르는 등, 던전의 수수께끼 풀기를 위한 아이템이다. 소서러 링이 등장하는 작품에서는 소서러 링이 없으면 진행할 수 없는 던전이 많이 나온다.

#### 그 외의 아이템
위에 기술한 것 외에, 적의 상세한 데이터를 알 수 있는 〈스펙터클즈〉, 요리 시스템의 음식 재료가 되는 아이템, 모험에서 얻은 여러 가지 정보가 기록되는 도감류의 아이템도 자주 등장한다. 또한, RPG 스테디셀러 요소로서 캐릭터가 장비하기 위한 무기나 방어구, 액세서리 등도 모든 작품에 등장한다.

### 캐릭터

#### 정령
테일즈 오브 시리즈에는 세계의 근본을 다스리는 존재로서 가끔씩 정령이 등장한다. 그들은 커다란 힘을 가지고 있어 세계에 위기가 닥치면 주인공들을 도와준다. 등장하는 정령은 그 작품의 전투 시스템 내 속성과 대응하고 있는 경우가 많고, 불, 물, 바람, 땅, 빛, 어둠의 정령, 그 다음으로 번개, 얼음의 정령이 자주 등장한다.
불의 정령 〈이프리트〉는 붉은 피부에 강건한 육체의 남자, 물의 정령 〈운디네〉는 작살이나 검을 휴대하고 물처럼 몸이 투명한 젊은 여자, 바람의 정령 〈실프〉는 소년이나 소녀요정으로 그려진다. 땅의 정령 〈놈〉은 작품에 따라 모습이 다르지만, 대체로 코믹한 모습에 성깔 있는 성격이 많다. 번개의 정령 〈볼트〉는 전기가 흐르는 구체에 눈이 붙은 것 같은 모습으로, 인간의 말을 이야기할 수 없는 경우가 많다. 얼음의 정령 〈세르시우스〉는 여자 전사로 얼음의 늑대 펜릴을 데리고 있는 경우가 많다.
빛의 정령은 초승달을 탄 마녀 모습의 〈루나〉, 빛나는 새의 모습으로 그려진 〈아스카〉, 여러 날개를 가진 여천사 〈렘〉 3가지가 있다. 루나와 아스카는 페어를 이뤄 루나와 아스카가 등장하는 작품에는 렘이, 렘이 등장하는 작품에는 루나와 아스카가 등장하지 않는다. 어둠의 정령 〈쉐도우〉는 작품에 따라 모습이 다르지만, 전체적으로 검은색이 메인이다.
또한, 이러한 정령의 상위 존재로서 원소를 다스리는 정령 〈맥스웰〉과, 모든 근원을 다스리는 정령의 왕 〈오리진〉도 등장한다. 전자는 중국풍의 법의를 입은 노인의 모습으로, 후자는 4개의 팔을 가진 다부진 남성의 모습으로 그려진다. 게다가 《이터니아》에서는 오리지널 정령(고위정령)으로 시간을 다스리는〈제쿤두스〉가 등장한다. 모습이나 사용하는 스킬이 《판타지아》에 등장하는 《다오스》와 쌍둥이처럼 닮았다.
《레젠디아》에서, 〈빛의 정령〉렘은 〈바다의 정령〉으로 등장하였다.

#### 그 외의 캐릭터
이야기의 구성이나 연계에 상관없이 각 작품에 때때로 등장하는 마스코트적인 캐릭터가 몇 개 존재한다.
부시 베이비
실존하는 원숭이의 일종. 《테일즈 오브 판타지아》에서 던전 안내자로 등장한 것을 계기로, 이후의 작품에 여러 가지 형태로 등장했다.
아이프리드
시리즈 작품에 가끔 이름이 등장하는 대해적. 대부분의 경우 과거에 사망한 상태이며, 관계되는 에피소드도 작품에 따라 여러 가지이지만, 의적이었던 것과 사랑하는 사람을 지키다 죽었다는 에피소드는 공통적으로 쓰이고 있다. 《심포니아》에서는 본인이 등장했지만, 위에 서술한 에피소드와는 동떨어진 사기꾼이었다. 또한 《이터니아》에서는 그의 자손인 채트가 파티 캐릭터로서 등장하였다.
칠흑의 날개
남자 2명, 여자 1명으로 구성된 집단. 구성 멤버나 결성 이유, 목적 등은 작품마다 다르지만, 기본적으로 코메디 캐릭터로서 많이 등장한다. 주로 서브 이벤트에 나오거나 이름만 나오는 작품도 있지만, 본편의 시나리오와 연관되어 등장하는 작품도 있다.
원더 세프
여행지에 있는 수수께끼의 요리인(들). 여러 가지 물건으로 변해 있어 정체를 파악하면 요리 레시피를 가르쳐 준다. 원더 세프가 등장하는 작품에서는, 원더 세프에게서 레시피를 받는 것이 주된 레시피의 입수방법. 빵 요리의 레시피를 가르쳐 주는 원더 빵 전문가도 있다.
고양이 인간 · 토끼 인간
고양이, 혹은 토끼 인형 옷을 입은 것 같은 수수께끼의 생명체. 얼굴만 보면 인간이지만, 단순히 인형 옷을 입고 있는 인간은 아닌 것 같다. 마을에서 멀리 떨어진 신비한 땅에 마을을 만들어 집단으로 생활하고 있는 경우가 많다. 이외에도 〈소 인간〉등 동물인형 옷을 입고 있는 생물이 등장하는 작품도 있다.

### 그 외 자주 등장하는 요소
마보 카레
마파 두부에 카레 맛을 더한 것, 또는 밥에 카레와 마파두부를 얹은 요리. 요리 레시피로 등장하기도 하며, 다른 요리에 비해 높은 효력을 가지고 있는 경우가 많다. 또한, 요리 시스템이 등장하기 전에는 민가 등에서 냄비에 삶고 있는 것을 먹을 수 있었다(먹으면 HP, TP가 전부 회복한다).
2008년 12월 9일, 광동풍의 마파두부가 곁들여진 유럽식 카레라이스로 써클K선쿠스에서 상품화하였다. 패키지에는 《테일즈 오브 하츠》의 주인공·싱과 히로인·코하쿠가 그려져 있다.
투기장
게임 속 미니 게임 중 하나로 몬스터와 전투를 벌이는 투기장이 있다. 한 캐릭터만으로 싸우는 싱글 배틀, 구성 파티로 싸우는 팀 배틀 등 몇가지 도전 항목이 있고, 각각의 항목에는 난이도가 설정되어 있다. 최고 난이도를 클리어 하면 팬서비스로 역대 테일즈 오브 시리즈의 파티 캐릭터가 도전자로 뛰어들기도 한다.
《리버스》(PS2판), 《템페스트》, 《이노센스》에는 없다.

#### 특전 DVD
최근 발매된 작품들은, 초회 예약 특전으로 게임 소프트에 특전 DVD가 붙어 나온 것이 스테디셀러가 되는 경향이 있다. 특전 DVD의 수록 내용은 채팅 드라마, 성우 인터뷰, 작품의 개발 자료, 제작중인 차기작 예고 무비 등.
채팅 드라마란, 페이스 챗을 이용한 캐릭터들에 의한 토크 쇼. 말하자면, 몇십분 정도의 매우 긴 페이스 챗. 게임 중에 일어나는 페이스 챗과는 달리, 대화 내용은 게임 내용과 관계없다. 주로 특전 DVD가 붙어나오는 작품의 캐릭터가 등장해(다른 시리즈 작품의 캐릭터가 등장하기도 한다), 그 작품에 대해 좌담회같은 분위기로 토크가 진행된다. 캐릭터가 자주 심하게 붕괴되고 코메디적인 경향이 강하다. 또한 등장 인물의 캐릭터가 게임 본편과 다른 경우도 있다(베이그가 소리를 마구 지르는 캐릭터가 되거나, 제로스나 제이드가 성우 본인의 목소리로 말하기도 한다).

#### 전멸했을 경우의 연출
전멸 하면 "그 후, 그들(주인공 일행)의 행방을 아는 이는 아무도 없었다…" 라고 보이스 나레이션이 흐르는 경우가 많다(보이스 없이 글로만 나오는 작품도 존재한다).

## 개발

### 역사
《테일즈》 시리즈의 출발은 게임 시나리오 작가 및 대표 프로그래머 고탄다 요시하루가 집필한 미출판 소설 〈테일 판타지아〉에서 비롯됐다. 개발 과정에서 소설에 존재한 여러 요소들이 변경되거나 삭제됐다.

## 테마 곡

### 오프닝 테마
(발매순)
| 꿈은 끝나지 않아~흘러내리는 시간의 물방울~ | 夢は終わらない 〜こぼれ落ちる時の雫〜 | 판타지아（SFC판,GBA판）      | 요시다 유카리        | 빅터 엔터테인먼트 |
| 꿈이기를                                   | 夢であるように                        | 데스티니                     | 딘                   | Being,Inc.        |
| 꿈은 끝나지 않아~흘러내리는 시간의 물방울~ | 夢は終わらない 〜こぼれ落ちる時の雫〜 | 판타지아（PS판, PSP판）      | 요미                 | 빅터 엔터테인먼트 |
| flying                                     | flying                                | 이터니아                     | 가넷 크로우          | Being/GIZA        |
| key to my heart                            | key to my heart                       | 데스티니 2                   | 쿠라키 마이          | Being/GIZA        |
| Starry Heavens                             | Starry Heavens                        | 심포니아（GC판）             | 데이 애프터 투모로우 | 에이벡스          |
| 그리고 내가 할 수 있는 일                  | そして僕にできるコト                  | 심포니아（PS2版）            | 데이 애프터 투모로우 | 에이벡스          |
| good night                                 | good night                            | 리버스                       | Every Little Thing   | 에이벡스          |
| TAO                                        | TAO                                   | 레젠디아                     | 두 애즈 인피티니     | 에이벡스          |
| 기적                                       | キセキ                                | 코몬즈                       | 우에무라 카나        | 킹레코드          |
| 카르마                                     | カルマ                                | 어비스                       | 범프 오브 치킨       | 토이즈팩토리      |
| 말할 수 없어                               | 言えないよ                            | 발하이트                     | JAMOSA               | 토시바 EMI        |
| VS                                         | VS（ヴァーサス)                       | 템페스트                     | 미소노               | 에이벡스          |
| 빛과 그림자                                | 光と影                                | 래디언트 미솔로지            | 우에무라 카나        | 킹레코드          |
| Follow the Nightingale                     | Follow the Nightingale                | 이노센스                     | 코키아               | 빅터 엔터테인먼트 |
| 2인3각                                     | 二人三脚                              | 심포니아 -라타토스크의 기사- | 미소노               | 에이벡스          |
| 종을 울려서                                | 鐘を鳴らして                          | 베스페리아                   | 보니 핑크            | 워너 뮤직 재팬    |
| 영원의 내일                                | 永遠の明日                            | 하츠                         | 딘                   | 소니 뮤직         |
| flyaway                                    | flyaway                               | 래디언트 미솔로지 2          | 백-온                | 에이벡스          |
| Be your wings                              | Be your wings                         | 버서스                       | 걸 넥스트 도어       | 에이벡스          |
| 비고: 1.                                   |                                       |                              |                      |                   |

시리즈 주제가를 모아 만든 The Best of Tales가 2007년 7월 4일에 발매되었다.

### 엔딩 테마
（발매순）
| 별을 하늘에...         | 星を空に…              | 판타지아（PS판）    | 요시다 유카리             | Victor Entertainment Inc. |
| eighteen               | eighteen               | 이터니아（PS판）    | New Cinema 토카게         | Being/GIZA                |
| My Tales               | My Tales               | 레젠디아            | Donna Burke & Gab Desmond | -                         |
| hotarubi               | hotarubi               | 레젠디아            | Donna Burke               | -                         |
| 종이 비행기            | 紙ヒコーキ             | 래디언트 미솔로지   | 우에무라 카나             | 킹레코드                  |
| say goodbye & good day | say goodbye & good day | 이노센스            | KOKIA                     | Victor Entertainment Inc. |
| Where is the future?   | Where is the future?   | 래디언트 미솔로지 2 | BACK-ON                   | avex                      |
| Re:Start               | Re:Start               | 래디언트 미솔로지 2 | BACK-ON                   | avex                      |
| 비고: 1.               |                        |                     |                           |                           |

### 그 외 작품 속 노래
（발매순）
| 노래 제목                                                | 원제                  | 사용된 작품       | 관계      | 가수               | 소속      |
| -------------------------------------------------------- | --------------------- | ----------------- | --------- | ------------------ | --------- |
| Happy Happy!                                             | Happy Happy!          | 판타지아（SFC판） | 이미지 송 | 카나이 미카        | ?         |
| 그치지 않는 비는 없어                                    | やまない雨はない      | 이터니아 온라인   | 이미지 송 | 이자와 아사미      | 소니 뮤직 |
| 전설의 무술사 보관됨 2015-03-11 - 웨이백 머신            | 伝説の巫術士          | 레젠디아          | 삽입곡    | 카논               | 소니 뮤직 |
| 새가 울고, 내가 노래하고 보관됨 2010-01-31 - 웨이백 머신 | 鳥は鳴き、僕は歌う    | 레젠디아          | 삽입곡    | 카논               | 소니 뮤직 |
| 반딧불                                                   | 蛍火                  | 레젠디아          | 삽입곡    | 스도 마유미        | ?         |
| 이야기 해요                                              | おはなししましょう    | 레젠디아          | 삽입곡    | すずかけ児童合唱団 | -         |
| 보가 ~song by Tear~                                      | 譜歌〜song by Tear〜  | 어비스            | 삽입곡    | 유카나             |           |
| 러블리♥캔디                                              | ラブリー♥キャッツアイ | 템페스트          | 이미지 송 | 미소노             | avex      |

## 시간 축 연결
시리즈는 기본적으로는 각각 독립되어 있지만, 몇 편은 같은 세계관을 공유하고 있다. 다만 작품에 따라 설정이 맞지 않는 것도 존재한다.
- 심포니아 → 라타트스크의 기사(2년 후) → 판타지아(과거)(1000년 이상의 미래) → 판타지아(현재)(100년 후) → 판타지아(미래)(50년 후) → 나리키리 던전(50년 후) → 서모너즈 리니지(365년 후)
- 데스티니(PS판) → 데스티니 2(18년 후)
- 이터니아 = 이터니아 온라인(같은 시기)
- 래디언트 미솔로지 → 래디언트 미솔로지 2 (아득한 미래의 이세계)
- 베스페리아 FS → 베스페리아(유리 기사단 탈퇴한 뒤 얼마 후)

## 미디어 믹스
소설이나 만화, 드라마 CD등 여러 매체로부터 테일즈 오브 시리즈의 미디어 믹스작품이 발표되고 있다. 특히 소설화 되는 것이 많고, 각각의 캐릭터에 초점을 맞춘 에피소드나 본편 뒤의 생활 등을 그린 번외편도 발표되고 있다. 한편, 애니메이션화 되는 경우는 많지 않고, 2009년까지 《판타지아》,《이터니아》,《심포니아》,《어비스》 4 작품만이 애니메이션화되었다. (판타지아, 심포니아는 OVA, 텔레비전 애니메이션화는 이터니아, 어비스). 《베스페리아》는 영화화가 결정되어 2009년 10월 3일 개봉하였다. 각 작품의 미디어 믹스에 관해서는, 각 작품의 기사를 참고.
소설은 주로 엔터 브레인의 패미통 문고, 슈에이샤의 슈퍼 대쉬 문고 두 레이블에서 발표되고 있고, 주로 패미통 문고는 야지마 사라, 슈퍼 대쉬 문고는 유우키 쇼가 집필하고 있다. 양자 모두 기본적인 스토리 흐름은 원작을 따르고 있지만, 유우키 쇼의 작품은 군데군데 이벤트를 축소시키거나 다르게 전개시키는 등 약간의 어레인지가 눈에 띈다. 또한, 번외편은 패미통 문고에서 출판되는 것이 많고, 그 대부분은 반다이 남코 게임즈에서 공인하는 내용이다.
만화는 작품에 따라 출판사나 레이블, 작가 등이 다르고, 많은 출판사, 작가에 의해 만화 작품이 출판되고 있다. 2008년 8월 7일에는 테일즈 오브 시리즈 작품의 코믹컬라이즈를 목적으로 한 만화 잡지 〈테일즈 오브 매거진〉이 창간되었다.
시리즈의 BGM의 어레인지 판을 담은 〈테일즈 오브〉시리즈 피아노 어레인지 트랙스, 〈테일즈 오브〉시리즈 배틀 어레인지 트랙스도 발매되고 있다.

### 라디오
- 테일즈 링
- 테일즈 오브 더 라디오

## 그 외
시리즈 초기에는 아직 테일즈 오브 시리즈의 브랜드가 확고하지 않았기 때문에 몇년에 한번 신작이 출시되었으나, 최근에는 남코→반다이 남코의 성과주의와 요시즈미(테일즈 시리즈의 프로듀서)의 의향으로 번외편을 제외한 본편만이라도 1년, 혹은 몇 개월에서 반년 사이에 출시되어 발매되는 페이스가 점점 빨라지고 있다.
플레이 스테이션용 소프트는 플레이 스테이션 2와 호환되며 PS2로도 플레이 하는 것이 가능하다. 단 일부 PS용 소프트(《판타지아》《데스티니》《이터니아》)에서는 PS2에서 세이브 데이터를 만들어 플레이 스테이션에서 재생하면 필드 화면이 바뀔 때 어두워지고, 전투에 돌입하여도 싸우지 않고 화면이 바뀌는 등 에러 현상이 일어난다.
가끔 넥슨이 운영하는 MMO 온라인 게임 《테일즈위버》가 테일즈 오브 시리즈의 한 작품으로 오인하는 경우가 있으나 전혀 다른 작품이며, 메이커나 세계관의 상호관계도 없다.
반다이와 남코가 합병되었기 때문인지 때때로 《케로로 중사》와 협력하여 선전효과를 내고 있다. 플레이스테이션 3판 베스페리아에서는 카롤의 코스튬 중에 케로로 코스튬이 있으며, 카롤이 케로로 코스튬을 입고 패티와 함께 전투에 참여하여 승리했을 경우, 대사에 히나타 나츠미가 섞여있기도 하다.(이는 카롤과 케로로가 동일 성우(와타나베 쿠미코), 패티와 히나타 나츠미 또한 동일 성우(사이토 치와)이기 때문이다.) 참고로 케로로 코스튬은 일본판에만 존재하며 대한민국 판에는 존재하지 않는다. 이유는 저작권 때문에 케로로 코스튬 자체를 팔지 않기 때문.
2010년 발매한 닌텐도 DS용 소프트 《케로로 RPG 기사와 무사와 전설의 해적》은 테일즈 스튜디오가 제작에 참여하여 테일즈의 자매편이라고도 할 수 있다. 배틀 시스템이 《하츠》와 매우 비슷하며, 기술이나 전투에서 승리했을 때의 대화 등이 테일즈에 대한 오마쥬가 다수 존재한다. 또한 예약한정판 특전으로 케로로 소대의 5명과 테일즈 캐릭터(클레스, 제이드, 반, 코다, 캐롤)이 그려진 클리어 파일이 주어졌다. 참고로 이 캐릭터들은 케로로 소대의 멤버 성우 5명이 역대 《테일즈 오브》시리즈에서 연기한 캐릭터 들이다. (케로로=캐롤(와타나베 쿠미코), 타마마=코다(코자쿠라 에츠코), 기로로=반(나카타 죠지), 구루루=제이드(코야스 타케히토), 도로로=클레스(쿠사오 타케시))

## 참조

### 내용주
1. ↑  영어: Tales, 일본어: テイルズ オブ シリーズ